# Blauwe graanaardvlo
De blauwe graanaardvlo (Chaetocnema aridula) is een keversoort uit de familie bladkevers (Chrysomelidae), die tot de tribus Alticini behoort. De wetenschappelijke naam van de soort werd in 1827 gepubliceerd door Leonard Gyllenhaal. De soort komt van nature voor in het westen van het transpalearctisch gebied

## Beschrijving
De kever is 2,5-3 mm lang en 1,8-1,9 mm breed. De dekschilden hebben een bronsbruine, bronsachtige of soms cyaan kleur. Ze zijn in gemengde of dubbele rijen gepunkteerd. Het halsschild is ook bronskleurig. De eerste tot en met de vierde geleding van de antennen is geel, maar soms is de eerste geleding donkerbruin. De geleding vijf is deels bruin. De tibia zijn geel en de dijen zijn bruin. Dankzij een veermechanisme (de "metafemorale veer") in de sterk ontwikkelde dij van de achterste poten kunnen de kevers, typisch voor de meeste aardvlooien wegspringen bij gevaar.

## Levenswijze
Er is één generatie per jaar. De kevers verschijnen in maart-april na hun overwintering in bosranden en graszoden op de wintergranen. De kevers migreren naar de zomergranen. De kever is actief boven de 5 oC. Na paring begint de vrouwelijke kever vanaf eind april tot het derde deel van mei met het leggen van de eieren op de onderste bladeren. De larven komen eind mei begin juni uit de eieren en dringen de scheuten binnen. De larve heeft een lichte kleur met verspreide bruinachtige vlekken en een zwarte kop. Na 14-22 dagen verpopt de tot 5 mm lange larve zich in de grond. De kever komt vanaf eind juni tot in augustus uit de pop.

## Waardplanten
Waardplanten van blauwe graanaardvlode zijn granen, wilde grassen, zoals kweek en zegge-soorten (Carex) en russen-soorten (Juncus). De kevers vreten van de bovenkant van de bladeren. De larven vreten de stengel van binnen uit, waardoor er geen aar wordt gevormd.